# Sahaja-yoga

Het subtiel systeem volgens Sahaja Yoga

Sahaja-yoga is een vorm van meditatie die ontwikkeld is door Nirmala Srivastava in Poona, India.
Sahaja-yoga, wat 'herboren' of 'verbinding' betekent, is verwant aan het shaktisme, met de nadruk op de kundalini. De term sahaja-yoga verwijst tevens naar de organisatie Sahaja Yoga International, ook wel Vishwa Nirmala Dharma. Met de zelfrealisatie, ook wel 'het pad naar de vrede' genoemd, stelt men voornamelijk tot doel, zich te verheffen boven alle conditioneringen en ego-georiënteerde behoeftes die ons levenspad doorkruisen zonder ook maar enigszins, op welk vlak dan ook, in te hoeven boeten in levensstijl of opvatting. Sahaja-yoga is een moderne stroming die af wil rekenen met de dogmatische retorieken van de mystiek, die wortel zouden hebben geschoten in gangbare orthodoxe religies. Men wil zuiverheid en transparantie nastreven, waarbij de essentie van sahaja-yoga, het ontwaken van de kundalini (levenskracht die zetelt in ons heiligbeen), als hoogste doel wordt gesteld, in een poging de mens via meditatie tot een hoger niveau te verheffen.

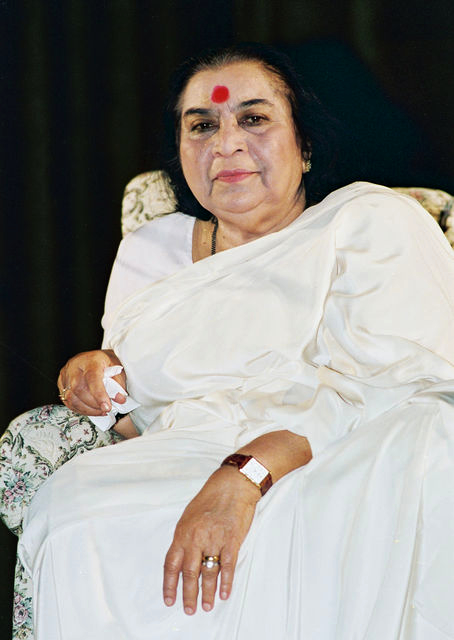
Shri Mataji Nirmala Shrivastava

De grondlegster, Nirmala Srivastava, breder bekend onder de naam Shri Mataji (Nirmala Devi), wordt ook wel Moeder genoemd door haar volgelingen, die haar zien als de reïncarnatie van de Adi Shakti, ofwel de oerkracht van het universum. Zij ziet de zelfrealisatie (wedergeboorte) — die volgt uit het ontwaken van de levensenergie — als een verworven recht voor ieder mens en het existentiële bewijs dat wij van God afstammen. De beoefening van sahaja-yoga groeide gestaag vanuit India en verspreidde zich internationaal.
Het in praktijk brengen ervan is ook geleerd aan gevangenen in Italië, Nederland (Vught) en de VS, om ze te leren sociaal, psychisch en spiritueel te rehabiliteren. Bassist Eero Heinonen van de Finse band The Rasmus en bassist Matt Malley die tot 2005 bij de Amerikaanse band Counting Crows speelde, zijn openlijk beoefenaars van sahaja-yoga.